# Гизель-Дере
Гизель-Дере — селище в Туапсинському районі Краснодарського краю, у складі Шепсінського сільського поселення.
Залізнична платформа Гизель-Дере Північно-Кавказької залізниці.
Населення — 418 жителів (1999).
Слово «Гизель-Дере» тюркського походження, «гюзель» — гарний чи прекрасний, «дере» — ущелина чи лощина, «Гизель-Дере» — гарна ущелина.

## Географія
Селище розташоване на березі Чорного моря у місці впадіння річки Дзеберкой. Курортне селище. Біля Гизель-Дере існує пансіонат відпочинку «Гизель-Дере». Селище відоме тим, що наприкінці XIX століття тут було побудовано маєток барона Штейнгеля — один з перших курортних маєтків на туапсинській землі.

## Інтернет посилання
- Гизель-Дере на сайті «Курорти Туапсе» [Архівовано 12 вересня 2007 у Wayback Machine.]